# جنيفر وارد (كاتبة)
جنيفر وارد (بالإنجليزية: Jennifer Ward)‏ هي كاتبة للأطفال وكاتِبة أمريكية، ولدت في 4 ديسمبر 1963.